# 매산초등학교 (경기)
매산초등학교는 대한민국 경기도 수원시 팔달구에 있는 공립 초등학교이다.

## 학교 연혁
- 1906년 9월 28일: 수원거류민소학교 개교(1학급 7명)
- 1908년 1월 1일: 현(現) 교사(校舍)로 신축 이전
- 1941년 4월 1일: 수원공립국민학교로 개칭
- 1941년 4월 1일: 수원 남수공립국민학교 설립 인가
- 1945년 4월 26일: 개교(제1대 조정호 교장 취임)
- 1945년 12월 12일: 매산국민학교로 교명 변경
- 1946년 7월 1일: 제1회 졸업식(광복 38회 졸업)
- 1951년 6월 1일: 한국전쟁 수복 개교, 36학급 편성
- 1951년 11월 17일: 미군으로부터 교사(校舍) 접수
- 1985년 3월 6일: 매산초병설유치원 개원
- 1996년 3월 1일: 매산초등학교로 교명 변경
- 2012년 3월 1일: 경기도교육청지정 혁신학교 지정(~현재)
- 2015년 2월 13일: 제 70회 졸업(총 졸업생수 : 23,905명)
- 2015년 3월 1일: 강심원 교장 부임
- 2015년 3월 1일: 초등 15, 특수 2학급 편성
- 2016년 3월 1일: 다문화정책학교(~현재)
- 2017년 12월 31일: 정보교육 유공기관 교육감 표창, 과학교육활성화 교육장 표창
- 2018년 3월 1일: 글로벌 다문화특성화학교(~현재)
- 2019년 3월 1일: 2019학년도 도지정체험학습장, 초등교과특성화학교 운영, 아토피 및 천식 안심학교 인증
- 2020년 12월 31일: 교육감 표창(혁신교육, 과학교육, 다문화교육)
- 2021년 3월 1일: 제23대 정기영 교장선생님 취임
- 2021년 4월 22일: 제22회 대한민국농구협회장배 전국초등학교 농구대회 3위
- 2021년 8월 17일: 2021 전국유소년 하모니 농구리그 CHAMPIONSHIP 우승
- 2021년 9월 11일: 다문화가정학생 이중언어말하기 대회 동상
- 2021년 11월 4일: 윤덕주배 제33회 연맹회장기 전국남녀초등학교 농구대회 준우승
- 2021년 11월 30일: 제50회 전국소년체육대회 초등학교 농구부 우승
- 2021년 12월 6일: 학교체육 유공 교육감 표창
- 2021년 12월 31일: 발명교육 유공기관 교육감 표창
- 2022년 3월 1일: 14학급 편성(초등 12학급, 특수 2학급)
- 2022년 5월 31일: 제50회 전국소년체육대회 초등학교 농구부 동메달
- 2022년 7월 31일: 제77회 전국남녀종별농구선수권대회 준우승
- 2022년 9월 21일: 15학급 편성(초등 13학급, 특수 2학급)
- 2022년 9월 29일: 16학급 편성(초등 14학급, 특수 2학급)
- 2022년 11월 1일: 19학급 편성(초등 17학급, 특수 2학급)
- 2022년 11월 16일: 20학급 편성(초등 18학급, 특수 2학급)
- 2022년 12월 1일: 21학급 편성(초등 19학급, 특수 2학급)
- 2023년 3월 1일: 글로벌 다문화 특성화학교, AI 맞춤형 교육 시범학교 지정
- 2023년 3월 1일: 24학급 편성(초등 22학급, 특수 2학급)
- 2023년 3월 31일: 2023 경기도교육감기 농구대회 1위
- 2023년 12월 29일: 제 79회 졸업(78명, 누적 졸업생 24,403명)
- 2023년 12월 29일: 학교급식운영 우수교 교육감 표창
- 2023년 12월 31일: 상호문화이해학교 운영 유공 교육감 표창
- 2023년 12월 31일: 행복수원교육 유공 교육장 표창
- 2024년 3월 1일: 27학급 편성(초등 25학급, 특수 2학급)
- 2024년 9월 1일: 제24대 임미경 교장선생님 취임
- 2024년 12월 31일: 디지털 창의역량 교육 유공 교육감 표창
- 2024년 12월 31일: 새로운 수원교육 유공 교육장 표창
- 2024년 12월 31일: 수원교육장배 학교스포츠클럽대회(농구) 유공 교육장 표창
- 2025년 1월 9일: 제 80회 졸업(69명, 누적 졸업생 24,472명)
- 2025년 3월 4일: 30학급 편성(초등 28학급, 특수 2학급)
- 2025년 3월 4일: 다문화 정책학교, 글로벌다문화특성화학교

## 참고 자료
- 매산초등학교 - 한국교육학술정보원 학교알리미